# Susana Giqueaux
Susana Matilde Giqueaux (Nogoyá, Entre Ríos,1904-20 de octubre de 2004) fue una poeta, escritora, traductora y docente argentina. Ganó el primer premio del Fondo Nacional de las Artes, por su novela Mar de fondo.

## Reseña biográfica
Susana Giqueaux nació en Nogoyá en 1904, se radicó en Concepción del Uruguay.
Estudió francés en la Alianza Francesa de Buenos Aires y en el Liceo Pedagógico Internacional de Sevres (Francia), y alemán en la Universidad de Estrasburgo.
Profesora de francés en Concepción del Uruguay, dictó numerosas conferencias sobre literatura francesa,  catedrales góticas y Jules Supervielle. Sobre este autor, fue invitada a hablar en las X Jornada Poética de Piriápolis (Uruguay) y en la Alianza Francesa de Buenos Aires.
Disertó sobre poesía argentina actual en el Instituto de español y portugués de la Universidad de Estrasburgo. 
Su perfecto conocimiento de la lengua francesa y castellana le permitió efectuar excelentes traducciones de poemas de Jules Supervielle, Saint-John Perse, Oscar Milosz y otros, así como de Rilke directamente del alemán (Elegías de Duino y Sonetos a Orfeo).  Los cuadernos “Herrera y Reissig” de Montevideo recogieron algunas de esas traducciones en un volumen. 
Escritora, poeta, se hizo acreedora al Primer Premio del Fondo Nacional de las Artes por su novela Mar de fondo.
Susana Giqueaux tradujo asimismo varios poetas argentinos al francés, como Juan L. Ortiz.
Fundó y dirigió la revista “Litoral”.
Falleció, ya cumplidos los cien años, el 20 de octubre de 2004.

## Obras
- 1967 - Paul Claudel a la luz de Paul Claudel. en  “Ser”, C. del Uruguay.
- 1971 - Juan L. Ortiz y la Poesía como desvelo, en "Ser", Concepción del Urugugay. N° 11-12
- 1977 - Mar de Fondo (Primer premio del Fondo Nacional de las Artes)  Santa Fe, Argentina : Librería y Editorial Colmegna[4]
- 1980 - L´unique lumière (poemas), Concepción del Uruguay, (Entre Ríos): El Mirador[5]
- 1982 - La pandilla (novela juvenil). Concepción del Uruguay,  (Entre Ríos): El Mirador[6]
- 1997 - Y los días siguen - (Saga entrerriana). Paraná : Editorial de Entre Ríos[7]
- Figura en diversas antologías provinciales, como Poetas de Entre Ríos (“Ser”, 1969) y Travesía. 15 poetas de Concepción del Uruguay (1969)
- L´Oiseau dans la nuit    novela inédita en francés,

- La neige laintaine,  páginas lírica inéditas.

### Traducciones
- 1965 - Superville, Jules, Selección de poemas, Montevideo: Cuadernos Julio Herrera y Reissig[8]

## Distinciones
- Fondo Nacional de las Artes, 1° Premio